# Teorija zarote NLP
Teorija zarote NLP (angleško UFO conspiracy theory) je teorija zarote, ki trdi, da imajo večje svetovne vlade (predvsem vlada ZDA) dokaze o obstoju neznanih letečih predmetov, ki so posledica nezemeljskih obiskov, toda njihov obstoj zanikajo. Tako naj bi ravnali, ker naj se človeštvo še ne bi bilo pripravljeno soočiti s psihološkimi, socialnimi in teološkimi posledicami takega razkritja.
Po trditvi zagovornikov teorije obstoja NLP naj bi precej ljudi potrdilo obstoj NLP. Tu gre predvsem za pilote, kontrolorje poletov, astronavte, vojaško osebje in tudi vladne uslužbence, vendar naj bi te priče z različnimi metodami utišali in jim prepovedali poročanje o obstoju NLP. Obenem o obstoju NLP poročajo tudi običajni ljudje, ki pa so pogosto označeni kot posamezniki z bujno domišljijo.
Teorija pogosto vključuje predpostavko, da so svetovne velesile že precej časa v stiku z nezemljani in da z njimi sodelujejo. Trdijo, da velesile nezemljanom v zameno za tehnologijo dovoljujejo ugrabitve ter poskuse na ljudeh in živalih. Poleg tega je precej govora o velikih podzemnih bazah (Phillip Schneider), katerih obstoj naj bi bila strogo varovana skrivnost; v njih naj bi potekale skupne aktivnosti ljudi in nezemljanov. Podobne aktivnosti naj bi v okviru tajnih vesoljskih programov potekale tudi v vesolju.
Izpeljanka te teorije pa trdi, da pri NLP ne gre za plovila nezemljanov, temveč gre za letala iz t. i. črnih programov, ki naj bi jih že praktično od konca 2. svetovne vojne dalje izvajale nekatere svetovne velesile (predvsem ZDA) oz. določene skrivne združbe, za katere ne vedo niti vladni predstavniki teh velesil. Eden od glavnih zagovornikov te teorije je William Lyne.